# 102-es főút
102-es főút (ungarisch für ‚Hauptstraße 102‘) ist eine ungarische Hauptstraße und verläuft von Herceghalom nach Pilisjászfalu. 
Ihre Gesamtlänge beträgt 23 Kilometer.